# Wild Wild West
Pour les articles homonymes, voir Les Mystères de l'Ouest (homonymie).
Cet article concerne le film. Pour la chanson, voir Wild Wild West (chanson).
Pour plus de détails, voir Fiche technique et Distribution.
Wild Wild West, ou Les Mystères de l'Ouest au Québec, est un film américain réalisé par Barry Sonnenfeld et sorti en 1999.
Le film est librement inspiré de la série télévisée, Les Mystères de l'Ouest, diffusée de 1965 à 1969.

## Synopsis
Le film débute avec un homme effrayé qui court dans un champ de maïs avant d'avoir la tête coupée par une grande scie circulaire et qu'un officier confédéré ne récupère l'outil tranchant.
En 1869, quatre ans après la fin de la guerre civile, le capitaine de l'armée américaine James West et le marshal américain Artemus Gordon traquent l'ex-général confédéré Bloodbath McGrath, responsable d'un massacre à New Liberty où les parents de West ont été tués. Sans se connaitre encore, ils trouvent le général mais l'opération tourne au désastre pour les deux agents. A la maison blanche, le président Ulysses S. Grant les informe de la disparition des principaux scientifiques du pays et d'un complot ourdi par McGrath. Il leur confie la tâche de retrouver les scientifiques et de découvrir ce qui se passe.
À bord de leur train, le Wanderer, West et Gordon examinent la tête coupée du scientifique Thaddeus Morton et trouvent un indice incrusté dans la pupille des yeux du mort qui les conduit au Dr Arliss Loveless, un ancien officier de l'armée confédérée, qui a été amputé des jambes, de la moitié des intestins et des organes génitaux. Pour pallier cela, il se déplace à bord d'une chaise mécanique à vapeur issu de son génie de l'ingénierie. S'infiltrant dans la plantation de Loveless lors d'une fête de carnaval, le duo sauve une femme nommée Rita Escobar, qui leur demande de l'aide pour sauver son père, Guillermo Escobar, l'un des scientifiques kidnappés. Ailleurs, Loveless fait une démonstration de sa toute nouvelle arme, un char à vapeur, ce qui met McGrath en colère lorsque ce sont ses soldats qui servent de cible d'entraînement. Accusant McGrath de trahison pour s'être rendu à Appomattox Court House, Loveless l'abat et le laisse pour mort. Gordon, West et Rita retrouvent McGrath mourant, qui leur révèle qu'il a été piégé par Loveless pour le massacre de New Liberty. Les trois rattrapent Loveless sur le Wanderer. Après un bref combat, Rita libère accidentellement du gaz somnifère, qui assomme West, Gordon et elle-même.
West et Gordon se réveillent alors que Loveless s'éloigne à bord du Wanderer, prenant Rita en otage. Annonçant son intention de capturer le président Grant lors de la cérémonie de l'épi d'or, il laisse le duo dans un piège mortel dont ils s'échappent de justesse. West et Gordon tombent sur le chemin de fer privé de Loveless, qui mène à son complexe industriel secret de Spider Canyon où ils sont témoins de l'arme ultime de Loveless, une gigantesque araignée mécanique armée de canons à nitroglycérine. Loveless utilise son araignée pour capturer Grant et Gordon lors de la cérémonie tandis que West est abattu et laissé pour mort par l'une des sbires de Loveless après avoir été surpris en train de se faufiler dans l'araignée. Dans son complexe, Loveless annonce son plan qui est de dissoudre officiellement les États-Unis d'Amérique en divisant le territoire pour le rendre comme anciennes colonies de la Grande-Bretagne, de la France, de l'Espagne, du Mexique, les Amérindiens et Loveless lui-même. Grant refuse catégoriquement de se rendre et Loveless ordonne alors l'exécution de Gordon. Cependant, West, qui a survécu à une balle plus tôt, se déguise en danseuse du ventre et distrait Loveless, permettant à Gordon de libérer les captifs.
Loveless s'échappe alors dans son araignée, emmenant Grant avec lui. Il exige à nouveau qu'il accepte ses conditions de reddition mais le président continue de rejeter son ultimatum et Loveless se venge en détruisant une petite ville de l'Ouest. À l'aide d'une machine volante, Air Gordon, Gordon et West rattrapent l'araignée où West combat les sbires de Loveless avant d'affronter Loveless lui-même, désormais sur des jambes mécaniques. Après avoir libéré Grant, Gordon tire sur l'une des jambes de Loveless, permettant à West de prendre le dessus. Alors que l'araignée mécanique s'approche d'une falaise, Loveless tire sur West avec l'arme dissimulée qu'il a utilisée pour tuer McGrath mais au lieu de cela, il touche la machinerie de l'araignée, l'arrêtant brusquement au bord du canyon. West et Loveless tombent tous deux de l'araignée mais West survit en attrapant une chaîne qui pend de la machine, tandis que Loveless meurt en tombant. Grant promeut Gordon et West comme les premiers agents de son nouveau service secret américain. Après le départ de Grant sur le Wanderer, West et Gordon retrouvent Rita, qu'ils tentent tous deux de courtiser mais elle leur annonce que le professeur Escobar est en fait son mari. Gordon et West partent ensuite au coucher du soleil sur l'araignée.

## Fiche technique
- Titre original et français : Wild Wild West
- Titre québécois : Les Mystères de l'Ouest
- Réalisation : Barry Sonnenfeld
- Scénario : S. S. Wilson, Brent Maddock, Jeffrey Price et Peter S. Seaman, d'après une histoire de : Jim Thomas et John Thomas, d'après la série télévisée Les Mystères de l'Ouest créée par Michael Garrison
- Musique originale : Elmer Bernstein
  - Musiques additionnelle : Peter Bernstein
- Directeurs de la photographie : Michael Ballhaus et Stefan Czapsky
- Montage : Jim Miller (en)
- Création des décors : Bo Welch
- Création des costumes : Deborah Lynn Scott
- Production : Jon Peters et Barry Sonnenfeld
  - Coproducteurs : Doug Lodato et Graham Place
  - Producteurs associés : Chris Soldo et Neri Kyle Tannenbaum
  - Producteurs délégués : Tracy Glaser, Barry Josephson (en), Kim LeMasters, Joel Simon et Bill Todman Jr. (en)
- Sociétés de production : Peters Entertainment, Sonnenfeld Josephson Worldwide Entertainment, Warner Bros. et Todman, Simon, LeMasters Productions
- Société de distribution : Warner Bros.
- Pays de production :  États-Unis
- Langue originale : anglais
- Genre : comédie, western, science-fiction
- Durée : 107 minutes
- Budget : 170 000 000 $[1] (estimation)
- Dates de sortie[2] :
  - États-Unis : 30 juin 1999
  - Belgique : 28 juillet 1999
  - France : 4 août 1999

## Distribution
- Will Smith (VF : Lucien Jean-Baptiste) : le capitaine James West
- Kevin Kline (VF : Jean-Philippe Puymartin) : U.S. Marshal Artemus « Artie » Gordon / le président Ulysses S. Grant
- Kenneth Branagh (VF : Renaud Marx) : le docteur Arliss Loveless[3]
- Salma Hayek (VF : Virginie Ogouz) : Rita Escobar
- Ted Levine (VF : Michel Fortin) : le général « Bloodbath » McGrath
- M. Emmet Walsh (VF : Yves Barsacq) : Coleman
- Frederique van Der Wal : Amazonia
- Musetta Vander : Munitia
- Sofia Eng : Miss Lippenrieder
- Bai Ling : Miss East
- Garcelle Beauvais (VF : Magaly Berdy) : Belle
- Rodney A. Grant : Hudson

## Production

### Genèse, développement et attribution des rôles
Début 1992, il est révélé que Warner Bros. a mis une option sur les droits de la série télévisée des années 1960 Les Mystères de l'Ouest créée par Michael Garrison. Richard Donner est alors choisi comme réalisateur et Shane Black comme scénariste. Le studio souhaite alors Mel Gibson dans le rôle de Jim West. Cependant, l'acteur et Richard Donner se concentrent alors sur une autre adaptation d'une série télévisée western, Maverick, qui sortira en 1994. Le projet continue cependant d'être développé. En 1995, des rumeurs annoncent Tom Cruise dans le rôle principal, mais il est finalement pris par Mission impossible. Les discussions avec Will Smith et le réalisateur Barry Sonnenfeld débutent en février 1997. Grand fan de la série originale, Will Smith décline le rôle de Neo dans Matrix pour participer au film.
Warner Bros. contacte ensuite George Clooney pour le rôle d'Artemus Gordon, alors que Kevin Kline, Matthew McConaughey et Johnny Depp sont évoqués pour le rôle. Peu après, les scénaristes S. S. Wilson et Brent Maddock sont engagés. George Clooney signe son contrat en août 1997 après avoir quitté le projet Jack Frost. Le script est ensuite réécrit par Jeffrey Price et Peter S. Seaman. Jim Kouf officie également comme script doctor non crédité.
En décembre 1997, George Clooney quitte le film après des désaccords avec le réalisateur Barry Sonnenfeld. L'acteur déclare à ce propos : « En fin de compte, nous avons tous décidé que plutôt que d'endommager ce projet en essayant de rénover le rôle pour moi, il valait mieux se retirer et les laisser prendre quelqu'un d'autre. » Le rôle revient alors à Kevin Kline.
Phina Oruche est initialement engagée pour le rôle de Belle. Elle sera remplacée après des reshoots par Garcelle Beauvais, car ses scènes manqueraient d'alchimie entre elle et Will Smith. L'actrice ne sera pas au courant et découvrira que ses scènes ont été retournées au moment de la sortie du film.
Robert Conrad, interprète de James West dans la série, est contacté pour un caméo. L'acteur refuse après avoir lu le script qu'il juge mauvais et irrespectueux envers la série d'origine.

### Tournage
Le tournage devait débuter en janvier 1998, avant d'être repoussé en avril en raison des nombreuses réécritures du script.
Les scènes d'intérieurs du train sont tournées dans les Warner Bros. Studios de Burbank en Californie. Les plans d'extérieurs du train sont tournés dans l'Idaho (Camas Prairie Railroad). La plupart du film est tournée à Santa Fe au Nouveau-Mexique et ses environs,.
Des reshoots sont faits après des projections test négatives. Il est alors décidé d'accentuer l'aspect humoristique. Garcelle Beauvais remplace par ailleurs Phina Oruche dans de nouvelles scènes.

## Bande originale

### Liste des titres
| 1.    | Wild Wild West (Will Smith featuring Dru Hill & Kool Moe Dee) | Stevie Wonder, Will Smith, Mohandas Dewese, Rob Fusari | Rob Fusari                                        | 4:08 |
| 2.    | Bailamos (Enrique Iglesias)                                   | Paul Barry, Mark Taylor | The Groove Brothers (Mark Taylor & Brian Rawling) | 3:39 |
| 3.    | Confused (BLACKstreet)                                        | Teddy Riley, Rodney "Darkchild" Jerkins, S. Blair, L. Kafi                                                                                                  | Teddy Riley, Rodney Jerkins                       | 3:58 |
| 4.    | Keep It Movin' (MC Lyte featuring Payne)                      | Tim Kelley, Bob Robinson, Lana Moorer, Giovanni Salah | Tim & Bob                                         | 4:13 |
| 5.    | Getting Closer (Tatyana Ali featuring Kel Spencer)            | Casten Schack, Kenneth Karlin, Tamara Savage, Lennie Bennett, Darryl Barnes, Greg Mays, George Clinton Jr., Garry M. Shider, G. Bernard Worrell, J. Hammond | Soulshock & Karlin                                | 4:12 |
| 6.    | Lucky Day (Trā-Knox)                                          | Anthony Dent, Eric Roberson (en), Jeffery Walker | Dent for Slate of Mind                            | 4:18 |
| 7.    | Bad Guys Always Die (Dr. Dre & Eminem)                        | Marshall "Eminem" Mathers, André "Dr. Dre" Young | Dr. Dre & Mel-Man                                 | 4:41 |
| 8.    | Mailman (Faith Evans)                                         | Robert Kelly | R. Kelly                                          | 3:26 |
| 9.    | I'm Wanted (Kel Spencer featuring Richie Sambora)             | Rick "Dutch" Cousins, Lennie Bennett, Tamara Savage, Richie Sambora, Jon Bongiovi                                                                           | Ric "Dutch" Cousins                               | 5:12 |
| 10.   | Hero (Breeze)                                                 | Curtis Wilson, Will Smith, Lia Grant, Sydney Kim, Sandy Plute, Katherine Shorey, Bola Sete                                                                  | Somethin' for the People (en)                     | 4:06 |
| 11.   | Chocolate Form (Neutral)                                      | Eric Roberson, Carvin G. Haggins, Vidal Davis, Keith I. Pelzer                                                                                              | Carvin G. Haggins, Keith I. Pelzer                | 4:12 |
| 12.   | I Sparkle (Slick Rick)                                        | Ricky "Slick Rick" Walters, W. P. Mitchell | Large Professor                                   | 4:11 |
| 13.   | The Best (Guy)                                                | Teddy Riley, T. Frampton, Screwface, J. Cordova | Teddy Riley                                       | 3:40 |
| 14.   | 8 Minutes To Sunrise (Common featuring Jill Scott)            | Lonnie "Common" Lynn, Jill Scott, Andre Harris | Andre Harris                                      | 4:32 |
| 15.   | Stick Up (Lil' Bow Wow featuring Jermaine Dupri)              | Jermaine Dupri, R.O.C., James Harris III, Terry Lewis | Jermaine Dupri                                    | 3:17 |
| 62:19 |                                                               | |                                                   |      |

### Samples
- "Wild Wild West" contient des portions de "I Wish" interprété et écrit par Stevie Wonder et de "Wild Wild West" écrit par Mohandas DeWese.
- "Confused" contient une interpolation de "Cover Action" écrit par Wilton Felder
- "Getting Closer" contient des éléments de "Do That Stuff" écrit par George Clinton, Jr., Garry M. Shider, Bernard G. Worrell, interprété par Parliament, contient également des éléments de "Funky For You" écrit par G. Nice & Darryl Barnes, ainsi que de "Impeach The President" écrit par J. Hammond et interprété par The Honey Drippers.
- "I'm Wanted" contient un sample de Wanted Dead or Alive écrit par Richard Sambora et Jon Bongiovi, interprété par Bon Jovi.
- "Hero" contient une interpolation de "Bettina" écrit par Bola Sete.
- "Chocolate Form" contient des portions de "Desafinado" écrit par Antônio Carlos Jobim et Newton Ferreira de Mendonca.
- "Stick Up" contains a portion of "Just The Way I Like It" écrit par Terry Lewis et James Harris III.

## Accueil

### Critique
Le film reçut 5 « récompenses » aux Razzie Awards 1999 : pire film, pire couple à l'écran, pire réalisateur, pire scénario et pire chanson originale. Il fut également nommé pour le pire acteur (Kevin Kline), le pire second rôle masculin (Kenneth Branagh), et même le pire second rôle féminin pour Kevin Kline, lorsqu'il se déguise en prostituée. Robert Conrad, qui interprétait le rôle de James West dans la série télévisée d'origine, accepta en personne 3 de ces récompenses, soulignant ainsi le peu d'estime qu'il avait pour ce film.
Le film reçoit de bien meilleures critiques en France que dans les pays anglo-saxons (3,4/5 de moyenne pour 11 titres de presse sur Allociné).
En 2021, Will Smith déclare lors d'une entrevue pour GQ qu'il s'agit du pire film de sa filmographie. L'acteur Robert Conrad, qui interprétait James West dans la série, s'était montré très critique envers le film à sa sortie et s'était même rendu personnellement à la cérémonie des Razzie Awards 2000.

### Box-office
- France : 3 101 250 entrées[16]
- Canada,  États-Unis : 113 804 681 $[1]
- total des recettes mondiales : 222 104 681 $[1]

## Distinctions
Source : Internet Movie Database

### Récompenses
- Razzie Awards 2000 : pire film, pire couple à l'écran, pire réalisateur, pire scénario et pire chanson originale
- ASCAP Awards 2000 : prix Top Box Office Films (Elmer Bernstein), meilleure chanson originale ("Wild Wild West")
- Blockbuster Entertainment Awards 2000 : meilleure second rôle féminin dans un film d'action (Salma Hayek)
- Kids' Choice Awards 2000 : meilleure chanson de film ("Wild Wild West")

### Nominations
- Razzie Awards 2000 : pire acteur (Kevin Kline), le pire second rôle masculin (Kenneth Branagh), et même le pire second rôle féminin (Kevin Kline, déguisé en prostituée)[18]
- ALMA Awards 2000 : meilleure actrice (Salma Hayek)
- Blockbuster Entertainment Awards 2000 : meilleure « team » d'action (Will Smith et Kevin Kline), meilleur méchant (Kenneth Branagh), meilleure chanson de film (Enrique Iglesias - "For the song "Bailamos", Will Smith - "Wild Wild West")